# Vittjärvs dämningsområde
Vittjärvs dämningsområde är en sjö i Bodens kommun i Norrbotten och ingår i Luleälvens huvudavrinningsområde. Sjön har en area på 2,1 kvadratkilometer och ligger 17,6 meter över havet. Sjön avvattnas av vattendraget Luleälven (Stora Luleälven).

## Delavrinningsområde
Vittjärvs dämningsområde ingår i det delavrinningsområde (731573-176036) som SMHI kallar för Utloppet av Vittjärvs Dämningsområde. Medelhöjden är 39 meter över havet och ytan är 18,34 kvadratkilometer. Räknas de 1342 avrinningsområdena uppströms in blir den ackumulerade arean 24 460,2 kvadratkilometer. Avrinningsområdets utflöde Luleälven (Stora Luleälven) mynnar i havet. Avrinningsområdet består mestadels av skog (61 procent) och jordbruk (14 procent). Avrinningsområdet har 2,12 kvadratkilometer vattenytor vilket ger det en sjöprocent på 11,5 procent. Bebyggelsen i området täcker en yta av 0,16 kvadratkilometer eller 1 procent av avrinningsområdet.